# Стивен Фостер
Стивен Колинс Фостер (енгл. Stephen Collins Foster; Лоренсвил близу Питсбурга, 4. јул 1826 — Њујорк, 13. јануар 1864) био је први амерички професионални композитор. Познат је као „отац америчке музике”. У његове салонске песме спадају Смеђокоса Џини (Jeanie with the Light Brown Hair) и Лепа сањарка (Beautiful Dreamer), док су његове „трубадурске” песме Старци у крају мом (The Old Folks at Home), Трке у Кемптауну (Camptown Races) и О, Сузана (Oh! Susanna). Фостерова музика била је погодна за аматерско извођење.